# آسیفا-هالیوود
آسیفا-هالیوود (انگلیسی: ASIFA-Hollywood) یک سازمان غیرانتفاعی آمریکایی در لس آنجلس، کالیفرنیا است. این شرکت عضو شعبه‌ای از آسیفا می‌باشد.